# Українка (Коблівська сільська громада)
Украї́нка (в минулому  — Чилова коса, Коса; з 1924 по 2016 роки — Червона Українка)  —  село в Україні, у Коблівській сільській громаді Миколаївського району Миколаївської області. Населення становить 715 осіб.

## Населення

### Мова
Розподіл населення за рідною мовою за даними перепису 2001 року:
| Мова       | Кількість | Відсоток |
| ---------- | --------- | -------- |
| українська | 573       | 80.14%   |
| російська  | 96        | 13.42%   |
| гагаузька  | 17        | 2.38%    |
| вірменська | 14        | 1.96%    |
| румунська  | 6         | 0.84%    |
| білоруська | 5         | 0.70%    |
| болгарська | 4         | 0.56%    |
| Усього     | 715       | 100%     |